# Pitkäjärvi (sjö i Kittilä, Lappland, Finland)
Pitkäjärvi eller Pitkajärvi är en sjö i Finland. Den ligger i kommunen Kittilä i landskapet Lappland, i den norra delen av landet, 900 km norr om huvudstaden Helsingfors. Pitkajärvi ligger 193,4 meter över havet. Arean är 4,6 hektar och strandlinjen är 1,17 kilometer lång. Sjön  ingår i Kemi älvs huvudavrinningsområde. 